# Anii 430
Secole: Secolul al IV-lea - Secolul al V-lea - Secolul al VI-lea
Decenii: Anii 380 Anii 390 Anii 400 Anii 410 Anii 420 - Anii 430 - Anii 440 Anii 450 Anii 460 Anii 470 Anii 480
Ani: 430 | 431 | 432 | 433 | 434 | 435 | 436 | 437 | 438 | 439